# 情報わんさかGOGOワイド!らじ★カン
情報わんさか GOGOワイド!らじ★カン（じょうほうわんさかゴーゴーワイド!らじカン）は、信越放送（SBCラジオ）で2013年4月1日から2020年9月25日まで生放送されていたラジオ番組。

## 概要
同年春の番組改編で午後から夕方にかけての3番組「おとなりラジオ あらら…」、「YOUスタ 深志3丁目」、「SBCニュースウェーブ」と間の箱番組を統合して誕生したおとなの好奇心をくすぐる情報がたっぷりつまった生ワイド番組。一部のコーナーとスポンサーは前番組から継続している。
毎日テーマがあり、その内容に関するメール・FAXで募集していたが、2015年10月から2018年3月まで金曜は「お知恵拝借フライデー!」と題してリスナーからの困りごとを1つ決めて、リスナーの知恵を借りて解決するコーナーを放送していた。また、2016年6月頃から2018年3月までは火曜は「あなたの夕飯のメニュー教えてください!」というテーマで固定されていた。
2016年10月3日からは、この日スタートした『ずくだせテレビ』との連動企画が始まった（後述）。
2017年2月17日、放送1000回を迎えた。
2020年9月25日に終了した。

## 放送時間の変遷
全て平日の放送。
- 2013年4月1日 - 2014年3月28日：15:00 - 18:15
- 2014年3月31日 - 2020年9月25日:14:05 - 18:15

## 出演者
- 根本豊：月曜 - 水曜担当
- 望月麗奈 (当時SBCアナウンサー) : 月曜担当
- 生田明子 (SBCアナウンサー) : 火曜担当[1]
- 長谷川萌 (SBCアナウンサー) : 水曜担当
- 山崎昭夫（当時SBCアナウンサー)：木曜・金曜担当[2]
- 小林知美：木曜・金曜担当
  - 2015年4月2日-2017年2月24日、2017年10月5日-：木曜・金曜担当
- 中澤佳子（SBCアナウンサー、 2013年4月1日-)[3]
- 岸田奈緒美、官琳（元SBCアナウンサー）[4]
- 沢井美和（2017年3月2日-2017年9月29日)：木曜・金曜担当
  - 産休の小林知美の代役。
- 久保正彰、丸山隆之、飯塚敏文、久野大地、石井嘉穂（当時SBCアナウンサー）

### パーソナリティの変遷
| 期間      | 期間      | 男性   | 男性     | 男性     | 女性     | 女性     | 女性       | 女性       |
| 期間      | 期間      | 月・火 | 水       | 木・金   | 月       | 火       | 水         | 木・金     |
| --------- | --------- | ------ | -------- | -------- | -------- | -------- | ---------- | ---------- |
| 2013.4.1  | 2014.3.28 | 根本豊 | 久保正彰 | 久保正彰 | 中澤佳子 | 中澤佳子 | 岸田奈緒美 | 岸田奈緒美 |
| 2014.3.31 | 2015.3.27 | 根本豊 | 久保正彰 | 久保正彰 | 中澤佳子 | 中澤佳子 | 中澤佳子   | 岸田奈緒美 |
| 2015.3.30 | 2016.3.31 | 根本豊 | 根本豊   | 久保正彰 | 中澤佳子 | 中澤佳子 | 中澤佳子   | 小林知美   |
| 2016.4.1  | 2017.2.24 | 根本豊 | 根本豊   | 山崎昭夫 | 中澤佳子 | 中澤佳子 | 中澤佳子   | 小林知美   |
| 2017.2.27 | 2017.9.29 | 根本豊 | 根本豊   | 山崎昭夫 | 中澤佳子 | 中澤佳子 | 中澤佳子   | 沢井和美   |
| 2017.10.2 | 2018.3.30 | 根本豊 | 根本豊   | 山崎昭夫 | 中澤佳子 | 中澤佳子 | 中澤佳子   | 小林知美   |
| 2018.4.2  | 2020.3.31 | 根本豊 | 根本豊   | 山崎昭夫 | 生田明子 | 生田明子 | 生田明子   | 小林知美   |
| 2020.4.1  | 2020.9.25 | 根本豊 | 根本豊   | 山崎昭夫 | 望月麗奈 | 生田明子 | 長谷川萌   | 小林知美   |

## タイムテーブル
時刻は多少前後する場合あり。これ以外にも曜日別の曲特集、メッセージ紹介が随時入る。
- 14:05-オープニング
- 14:20-がんばれ!ものづくり長野の工業高校生 (2020年1月6日～)
- 14:25-Vivaテレフォン!昭和クイズ
  - 日替わりで出題される昭和に関するクイズに答える。出題されるジャンルは次の通り。
  - (月曜)昭和歌謡
  - (火曜)ヒット商品
  - (水曜)テレビ番組
  - (木曜)出来事・ニュース
  - (金曜)流行・ブーム
- 14:30-曜日別コーナー
  - （水曜)北陸新幹線で行く!いい旅ラジオ旅
  - （木曜)らじカン子育て応援団
  - （金曜)ミュージックフライデー
- 14:50-夏井いつきの一句一遊[5]（南海放送制作）
- 15:00-ニュース[6]・交通情報・気象情報
- 15:10-曜日別コーナー
  - （月曜)教えて遠藤さん
  - （第1木曜)信州ビジネスライブラリー この経営者に聞く
  - （第2木曜)知って得するお金の話
  - （水曜）聴いて体感!アートなはなし
  - （第3・第4木曜)島田秀平の芸能ここだけニュース
  - （金曜)珈琲アラウンド・ザ・ワールド
- 15:20-ラジオカーレポート
- 15:30-ミュージックスクランブル（ニッポン放送制作）
- 15:40-らじ+テレ イントロDON!!
  - ずくだせテレビと同時生放送で行うイントロクイズ。ずくだせテレビが休止または特別編成の場合は当番組のみの実施。[7][8][9]。
  - ゴールデンウィークやお盆など、学休期間と重なる時期の場合は参加資格が中学生以下に限られる｡
- 15:47-かんてんぱぱヘルシーライフ、信州噂の調査隊予告編
- 16:00-ニュース・交通情報
- 16:05-信州噂の調査隊[10]
  - (月)斉藤美穂、(火)竹井純子、(水)塚原正子、(木)西村容子、(金)土橋桂子
- 16:15-曜日別コーナー
  - （第1月曜)月刊竹内忍ちゃん
  - （第2月曜)塚田陽亮の今週はどうなった!?
  - （火曜)ミルクマガジン
  - （木曜)街角ステーション
  - （金曜)言いたい放題フライデー
- 16:30-あなたにハッピー・メロディ（ニッポン放送制作）
- 16:45-作文きかせて[11]
- 16:52-県からのお知らせ（火・木)、ニュースワイド予告
- 17:00-ニュース・パレード（文化放送制作）
- 17:15-きょうの注目
  - 共同通信社の記者やデスクがニュースを解説。
- 17:30-ネットワークトゥデイ（TBSラジオ制作）
- 17:45-天気予報
  - 日本気象協会長野支店の大井正茂、杉本麻衣子が出演[12]。
- 17:50-ニュース深掘り
  - 長野県内のニュースの中から注目の話題を伝える。ナレーションはSBCアナウンサー。
- 17:56-交通情報
- 18:00-FOCUS TODAY
  - SBCの報道部に入っているニュースから今日一日の出来事を振り返る。
- 18:06-マーケット情報
- 18:10-エンディング シメ曲選手権 (月)